# Citidina

Citidina é uma molécula (conhecida como nucleosídeo) que é formado quando uma citosina é ligada a um anel de ribose (também conhecido como ribofuranose) via uma β-N1-ligação glicosídica.
Se uma citosina for ligada a um anel de desoxirribose, o resultado é conhecido como uma desoxicitidina.